# Щучкино (Западно-Казахстанская область)
Щучкино — бывшее село в Зеленовском районе Западно-Казахстанской области Казахстана. Входило в состав Красновского сельского округа. Упразднено в 2011 году.

## Население
В 1999 году население села составляло 188 человек (90 мужчин и 98 женщин). По данным переписи 2009 года, в селе проживали 22 человека (12 мужчин и 10 женщин).